# Stade Franz-Horr
Le stade Franz-Horr, officiellement Generali Arena depuis 2010, est un stade de football autrichien situé au sud de la ville de Vienne, dans le Xe arrondissement. Sa capacité actuelle est de 17 656 places.

## Histoire
Le stade Franz-Horr fut inauguré le 30 août 1925 sous le nom de stade České srdce, mais l'actuelle enceinte signée par Franz Horr date de 1974. 
Son club résident est l'Austria de Vienne depuis 1973.
Le stade a subi plusieurs rénovations entre 1982 et 2018. Lors des saisons 2016-2017 et 2017-2018 l'Austria de Vienne disputa ses matchs à domicile au Stade Ernst-Happel.

## Événements
- de 2019 à 2022, la Finale de la Coupe d'Autriche de football[1].